# Benedikt Kögl
Benedikt Paul Kögl, auch Benno Kögl, manchmal Kögel, im englischen oft Kogl oder Kogel (* 12. März 1892 in  Greding; † 29. April 1973 in Nymphenburg) war ein deutscher Maler. Er war bekannt als Katzenmaler und wurde daher auch „Katzenkögl“ genannt.

## Leben
Über Kögls Kindheit und Jugend ist nichts bekannt, außer dass er Tierarzt werden sollte wie sein Vater. Er heiratete eine vermögende Frau in Augsburg und wurde Vater eines Sohnes. Nach dem Ersten Weltkrieg zog die Familie 1919 nach München, zuerst in die Böcklinstraße, später in die Pilarstraße 8/4 in Nymphenburg.
Kögl wurde Schüler von Philipp Röth und  Hans von Hayek in München. Seine Münchner Malerfreunde waren Fritz Halberg-Krauss, Ludwig Müller-Cornelius und  Alexander Köster.
Benedikts jüngerer Bruder Albert emigrierte nach dem Ersten Weltkrieg mit Unterstützung Benedikts in die USA. Im Alter verschlechterte sich Kögls Augenlicht, er litt zudem an Asthma. Nach einem Herzinfarkt verstarb er in Nymphenburg 1973, nachdem seine Frau bereits 1966 und sein Sohn 1967 gestorben waren. Das Todesjahr wird oft fälschlicherweise angegeben mit 1969 und 1971.

## Schaffen
Kögl malte in Öl. Er war anfangs Autodidakt. Seine Hauptthemen waren zunächst Stillleben wie Blumenbilder, aber auch Landschaften. Später malte er auf Empfehlung von Freunden überwiegend Katzen, was ihm den Spitznamen „Katzenkögl“ eintrug. Manche seiner Bilder waren miniaturistisch und nur 3*4 cm groß. Größtenteils waren die Maße 9*12 und 18*24 cm üblich, seltener 23*43 cm. Die kleinen und feinen Bilder sind mit Schweineborsten und unter der Lupe gemalt. Kögl konnte mehrere Bilder pro Tag anfertigen. Er schuf die Bilder nach lebenden Katzen im täglichen Ambiente, wobei er leuchtende Farben und eine impressionistische Technik verwendete. Die Bilder Kögls wurden von einem Münchner Großhändler exportiert, hauptsächlich in die USA. Kögls Gemälde befinden heute sich in Galerien in Deutschland und den USA. In diesen Ländern sowie in Großbritannien werden sie weiterhin gehandelt. Der damalige Ankaufspreis lag für Händler zwischen 350 und 800 Mark.
Kögl kopierte auch Bilder des Malers Julius Adam, der sich ebenfalls mit Katzenmotiven beschäftigt hatte. Diese Bilder sind signiert mit copie B. Kögl nach Jul. Adam. Das Buch Mira die Schiffskatze des österreichischen Schriftstellers und Historikers Heinz Rieder (1949) wurde von Benedikt Kögl mit Zeichnungen bereichert.